# دهستان کریم‌آباد
دهستان کریم‌آباد دهستانی در بخش شریف‌آباد شهرستان پاکدشت، استان تهران در ایران است. براساس سرشماری مرکز آمار ایران در سال ۱۳۸۵، جمعیت آن ۹۱۷۸ نفر (۱۸۱۹ خانوار) بوده‌است.